# Шаповаленко, Сергей Григорьевич
Сергей Григорьевич Шаповаленко — советский учёный, доктор педагогических наук, профессор, действительный член Академии педагогических наук СССР, заслуженный деятель науки РСФСР.

## Биография
Родился в 1903 году. Член КПСС.
С 1922 года — на хозяйственной, общественной и политической работе. В 1922—1985 гг. — учитель химии и биологии в средней школе, заведующий учебной частью, преподаватель педагогики и методики химии в педагогических институтах, заместитель директора Ростовского-на-Дону педагогического института по учебной и научной работе, с. н. с. научно-исследовательских институтов Министерства просвещения РСФСР, заведующий лабораторией методики химии, директор НИИ методов обучения Академии педагогических наук РСФСР, главный учёный секретарь Академии педагогических наук РСФСР, директор НИИ школьного оборудования и технических средств обучения Академии педагогических наук СССР.
Умер в Москве в 1988 году.